# West Pasco
West Pasco é uma Região censo-designada localizada no estado norte-americano de Washington, no Condado de Franklin.

## Demografia
Segundo o censo norte-americano de 2000, a sua população era de 4629 habitantes.

## Geografia
De acordo com o United States Census Bureau tem uma área de
18,7 km², dos quais 15,6 km² cobertos por terra e 3,1 km² cobertos por água.

## Localidades na vizinhança
O diagrama seguinte representa as localidades num raio de 16 km ao redor de West Pasco.